# Meze interpretace
Meze interpretace (italsky I limiti dell'interpretazione; vydáno 1990, do češtiny přeloženo 2004 je kniha italského spisovatele Umberta Eca. 
Kniha se věnuje literární interpretaci v teoretické rovině. Eco zde shromáždil celkem patnáct svých dřívějších textů, které byly kritické k interpretaci z předchozích dob, především k faktu, že mnozí interpreti definovali tyto hranice různě, což vedlo nakonec k jejich rozvolnění. Knihu Eco doplnil kromě tohoto také i shrnutím dějin hermeneutické tradice (a to od starověké až po postmoderní) ať již v minulosti, tak v současnosti a doplnil je svojí vlastní reakcí.